# Battleworld
Battleworld (en español: Mundo Batalla), es un planeta ficticio que aparece en los cómics estadounidenses publicados por Marvel Comics. Sirve como escenario de la historia del cómic Secret Wars, publicado por Marvel Comics.
Ha habido tres Battleworlds en total. El primero fue creado por Beyonder;el segundo era una imitación del original creado por Extraño, haciéndose pasar por Beyonder;y el tercero fue creado por el Doctor Doom que había robado el poder de la raza Beyonder en la serie Secret Wars (2015).

## Historial de publicaciones
El primer Battleworld debutó en el cruce de historias de Secret Wars, donde fue creado por Jim Shooter y Mike Zeck.
El segundo Battleworld debutó en Beyond! y fue creado por Dwayne McDuffie y Scott Kolins.
El tercer Battleworld debutó en Secret Wars # 2 y fue creado por Jonathan Hickman y Esad Ribić.

## Origen del planeta

### Primer Battleworld
Beyonder fusionó docenas de fragmentos de muchos planetas (incluido un suburbio de Denver, Colorado, en el planeta Tierra), para crear Battleworld, destinado a proporcionar un entorno desconocido donde todos los concursantes pudieran utilizar sus poderes al máximo. 
Muchos pueblos, tanto extraterrestres como humanos, fueron llevados "a dar un paseo" mediante este método: fue por esto por lo que Spider-Woman II estaba en Battleworld, al igual que Zsaji, la curandera, quien tuvo breves romances con la Antorcha Humana de los Cuatro Fantásticos y con Coloso de los X-Men.
Después de Secret Wars, el planeta quedó infectado con energía cósmica cuando Beyonder recuperó su poder robado del Doctor Doom. Esto condujo a un fenómeno de "cumplimiento de deseos" mediante el cual la fuerza de voluntad podía alterar la realidad; por ejemplo, reparar el escudo irrompible del Capitán América o permitir que Mister Fantástico cree una manera de llevarlos a casa de forma extremadamente rápida. Esto puede deberse a la naturaleza de Beyonder como un Cubo Cósmico incompleto, que permite al portador alterar la realidad por la fuerza de la voluntad, o era un aspecto del "deseo del corazón" prometido por Beyonder y otorgado a los ganadores de las Guerras Secretas. Todos los héroes abandonaron el planeta, excepto Ben Grimm, quien se quedó atrás porque pudo cambiar hacia y desde su forma humana mientras estaba en la superficie del planeta; sus aventuras fueron contadas en su propia serie paralela mientras She-Hulk ocupaba su lugar en los Cuatro Fantásticos.Esto duró hasta que Ben finalmente decidió regresar a casa después de derrotar a Ultron y asesinar a su lado oscuro manifestado, Grimm el Hechicero. Una vez que se fue, el planeta no tenía más razones para existir y por lo tanto se rompió una vez más.Se desconoce si las piezas regresaron a sus planetas de origen o no, aunque el fragmento de Colorado fue transportado de regreso a la Tierra con sus ciudadanos y los villanos de Secret Wars por Hombre Molécula.

### Segundo Battleworld
Un Battleworld apareció en la miniserie de Más allá!. Fue construido por el Extraño haciéndose pasar por Beyonder con el propósito de estudiar a varios combatientes de la Tierra bajo la apariencia de una batalla. Este falso Battleworld fue destruido al final de la miniserie por la partida del iracundo Extraño con Gravedad, que lo mantuvo unido el tiempo suficiente para que su grupo pudiera escapar a costa de su vida.Gravedad fue luego resucitado por Epoch como el nuevo Protector del Universo.

### Tercer Battleworld
Un tercer Battleworld apareció en la historia de Secret Wars de 2015. Antes de que las incursiones destruyeran el Multiverso, el Doctor Doom, el Hombre Molécula y el Doctor Strange habían desafiado a las entidades divinas detrás de la catástrofe: los Beyonders. El Doctor Doom usó un arma secreta compuesta por una multitud de los Hombres Molécula para derrotar a estos Beyonders y usurpar su omnipotencia para sí mismos.
Con las realidades sobrantes de las incursiones, Doom las fusionó en Battleworld, creado a su propia imagen y lleno de residentes con mentes borradas que lo adoraban como Dios Emperador. El Doctor Strange se convirtió en su sheriff. Sin embargo, en realidad, fue el Hombre Molécula quien había absorbido el poder de los Beyonders y se lo estaba prestando al Doctor Doom. Para ocultar esto, Doom mantuvo oculto al Hombre Molécula y falsificó su muerte.
Battleworld se dividió en dominios que están gobernados por un "Barón" o una "Baronesa" designados. Si bien la mayoría de los dominios tienen la capacidad de interactuar entre sí, las fronteras de cada dominio están claramente definidas y se desaconseja viajar entre diferentes dominios, ya que requiere una dispensa especial del barón local o del propio Dios Emperador Doom. Solo Deadlands (que contiene Marvel Zombies), Perfection (que contiene Centinelas Ultron) y New Xandar (que contiene Annihilation Wave) están separados del resto por Shield (una versión gigante de Ben Grimm) porque cada uno contiene amenazas que, si se desataran, destruirían los otros dominios.
Battleworld es controlado por los Cuerpos Thor que sirven como la policía de Battleworld y responden al Dios Emperador Doom.Battleworld es orbitado por un pequeño Sol, de hecho, la Antorcha Humana, encargada del papel de actuar contra el Doctor Doom.Knowhere actúa como la luna de Battleworld.Además de estos dos y del propio Battleworld, originalmente no había más cuerpos celestes en su universo, hasta que Singularity, una misteriosa joven que en realidad representa un universo de bolsillo que ganó sensibilidad durante el colapso multiversal, parece dar su vida para salvar a los ciudadanos de Arcadia de una horda de zombis que hizo aparecer las estrellas en el cielo.
Este Battleworld finalmente colapsaríadespués de que el poder de los Beyonders del Dios Emperador Doom fuera transferido a Reed Richards, quien fue considerado por el propio Doom y el Hombre Molécula como más digno, y rectificó la realidad artificial.
Como parte del evento All-New, All-Different Marvel ("Marvel completamente nueva y diferente") se revela que la realidad donde se diseñó Battleworld fue identificada como la Tierra-15513 y se convirtió en una parte distorsionada del tiempo y el espacio después de la destrucción del planeta; sin embargo, al ser la realidad de Battleworld el epicentro de esta renovación Multiversal, se volvió rica en una sustancia conocida como Iso-8, un material identificado como el subproducto de la creación misma. Cuando los Ancianos del Universo de la Tierra 616 restaurada se dieron cuenta de que el Multiverso había sufrido una muerte y un renacimiento, el Coleccionista y el Gran Maestro descubrieron los remanentes de Battleworld y resolvieron luchar por la posesión del Iso-8 y utilizaron la cáscara rota como la arena (conocida como Battlerealm) para su Concurso de Campeones, una competición donde varias personas, tomadas de Battleworld y el renacido Multiverso, luchaban a muerte en nombre de cada anciano. El premio más alto era la Iso-Sphere que contenía dentro del Poder Primordial la forma concentrada y más poderosa de Iso-8.Después de asumir el control del Poder Primordial por el que compitieron el Gran Maestro y el Coleccionista, la versión de Maestro del Battleworld recrea Battleworld a su forma anterior, ya que previamente había prometido que se convertiría en el Dios-Rey del Battleworld. Para combatir a los jugadores restantes, el Maestro convocó a los restos de los Vengadores y los Truenos de una realidad alternativa donde Iron Man se convirtió en presidente de los Estados Unidos después de ganar la Guerra Civil sobrehumana, además de convocar al Centinela de la Tierra-1611 para poder lidiar con elllos los restantes competidores del Concurso de Campeones.Cuando la Iso-Sphere fue robada al Maestro por Outlaw, utilizó su poder para expulsar a Maestro lejos de Battleworld y teletransportar a los participantes a donde quisieran estar. Como consecuencia de que Outlaw deseara que el Concurso de Campeones terminara, la Iso-Sphere se hizo añicos. Un grupo de concursantes decidió permanecer en Battleworld formando los Guerreros Civiles para proteger el Iso-8 y los fragmentos de la Iso-Sphere para que no cayeran en las manos equivocadas.

## Territorios conocidos

### Primer Battleworld
- Edificio Baxter - una réplica del edificio Baxter donde Thing tuvo su batalla final con Grimm el Hechicero.[5]
- Leenn - Una ubicación de Battleworld tomada del subconsciente de Thing que se basó en Latveria. Thing luchó contra una variación del Doctor Doom llamado Mago. Desapareció cuando Thing destruyó el dispositivo que el Mago estaba custodiando.[16]
- Muab - Un reino de magia blanca que fue atacado por Grimm el Hechicero.[17]

### Tercer Battleworld
La siguiente es una lista de los dominios y los títulos de eventos de Marvel Comics que son su base o reinvención, tal como se revela completamente en el mapa Interactive Battleworld de Marvel Comics en Secret Wars #2:
| #                                                         | Dominio                       | Barón                                            | Configuración                                                   | Notas |
| --------------------------------------------------------- | ----------------------------- | ------------------------------------------------ | --------------------------------------------------------------- | --- |
| #1                                                        | Groenlandia                   | Actualmente ingobernable                         | Planeta Hulk                                                    | Basada en los restos de la Tierra-71612, esta área es un páramo parecido a un desierto infestado con una variedad de Hulks y otras criaturas irradiadas con rayos gamma. Algunas de las especies de Hulk incluyen los Tribal Hulks, los Bull Hulks (una raza de ganado mejorado con gamma), los Sand Hulks (que tienen habilidades basadas en la arena) y los Sea Hulks. Las ubicaciones conocidas incluyen Badlands, Barrens of the Tribal Hulks, Fang Mountain, Gamma Lake, Mud Kingdom, Port Banner y She-Hulk Shore. Maestro of Dystopia usaría Groenlandia para exiliar a cualquier disidente de su dominio. Groenlandia estuvo anteriormente gobernada por el déspota barón Red King antes de ser asesinado por Steve Rogers. |
| #2                                                        | Dystopia                      | Actualmente ingobernable                         | Future Imperfect                                                | Basado en los restos de la Tierra-69413, las ubicaciones conocidas son el Castillo de Verde y los Páramos. Esta zona fue gobernada anteriormente por el puño de hierro de Maestro, siendo su única oposición una banda de rebeldes liderados por The Thing (una variación de Thunderbolt Ross). Cualquier disidente capturado por los soldados de Maestro sería asesinado o exiliado a los dominios de Groenlandia. Actualmente, Dystopia no tiene ningún barón designado. |
| #3                                                        | Dominio del Apocalipsis       | Actualmente ingobernable                         | The Age of Apocalypse                                           | Basado en los restos de la Tierra-51518, esta área alguna vez fue muchos reinos gobernados por los Jinetes de Apocalipsis hasta que se convirtieron en sirvientes de Apocalipsis cuando conquistó sus tierras. Los lugares conocidos incluyen Heaven Nightclub, Human Compound, New Cairo, Savage Land Sanctuary, Some Kinda Jungle?y Condado de Westchester. Anteriormente, En Sabah Nur fue el barón designado del dominio hasta que fue infectado y asesinado por el Virus Legado. |
| #4                                                        | Egyptia                       | Khonshu y Bast                                   | Forever Yesterday; Secret Wars main series; Secret Wars Journal | Esta área es una alianza entre los Reinos Superior e Inferior y se basa en los restos de la Tierra-51910. Los ciudadanos están bajo el control conjunto de la diosa de la luna Khonshu y la diosa pantera Bast, quienes controlan a la población con sus Caballeros Luna y guerreros hombres lobo. Hay facciones que también adoran a El Hombre en el Sol, dedicando canciones a la luz que trae al mundo. Los mutantes son utilizados como esclavos para construir las pirámides de Khonshu. Los lugares conocidos incluyen el Nilo y Zenn-La. Gran parte de lo que fue Wakanda se encuentra en el Reino Superior, tanto en diseño como en función. |
| #5                                                        | Technopolis                   | Kiri Oshiro                                      | Armor Wars                                                      | Una ubicación futurista con altos niveles de ciencia y tecnología que se basa en los restos de la Tierra-12311. Hay un virus único en el aire que se encuentra en la tierra y que obliga a todos a usar armaduras para poder vivir y respirar. Anthony Stark y su hermano Arno Stark son rivales en el negocio de la fabricación de armaduras. Technopolis tiene su propia versión de la Torre Stark así como Arno-Ware Tower, Fisk Estate, Fisk Tower, el edificio Dailybugle.com, el Salón de la Ley y el Orden, el Taller de Kiri Oshiro y Mobairu Yōsai Mechaniks. Howard Stark fue el barón hasta su muerte y el cerebro detrás del virus transmitido por el aire. El fue reemplazado por Anthony Stark hasta que fue depuesto y arrestado por el Thor Corps por los asesinatos de James Rhodes, los padres de Kiri, Spyder-Man y Ben Ulrich. |
| #6                                                        | Valle de Doom                 | Gobernador Roxxon                                | 1872 de Tierra-51920                                            | Es un lugar que evoca los rasgos del Salvaje Oeste y que se basa en los restos de la Tierra-51920. Timely es la única ciudad en el Valle de la Perdición. Otros lugares incluyen Attilan por el Mar, el río Kirby, la presa Roxxon y las Montañas Salvajes. |
| #7                                                        | Isla Araña                    | Peter Parker                                     | Spider-Island                                                   | Basado en los restos de la Tierra-19919, esta área está infestada con una variedad de Man-Spiders. Es Manhattan tiene Horizon Labs, Oscorp Tower y Roxxon Research y Development. La Reina Araña fue anteriormente la Baronesa hasta su muerte. Desde entonces, Spider-Island ha estado llena de Man-Spiders, Gente Lagarto, Vampiros y Gente Pájaro. El dominio pasará a llamarse Flash City o Thompsonville en memoria de Flash Thompson. |
| #8                                                        | The Regency                   | Actualmente ingobernable                         | Amazing Spider-Man: Renueva Tus Votos                           | Basada en los restos de la Tierra-18119, esta área se basó en una variación de Manhattan donde el Regente estuvo detrás de las muertes y desapariciones de muchos superhéroes, mientras que Spider-Man se retiró para proteger a su esposa Mary Jane y su hija Annie. The Regency también tiene sus versiones de la Mansión de los Vengadores, el Daily Bugle, y el Puente George Washington así como Empire Unlimited HQ, Fix-It Shop de Phineas Mason, y Public School 123 Mamie Fae. Estuvo gobernado por Augustus Roman (el Regente) hasta que Spider-Man salió de su retiro y lo derrotó con ayuda de su familia y algunos superhéroes que se encontraban escondidos. |
| #9                                                        | Rey James’ Inglaterra         | Carlos Javier                                    | 1602: Witch Hunter Angela                                       | Basado libremente en los restos de la Tierra-311, evoca los rasgos de Inglaterra en el año 1602 durante la Época isabelina. Su barón anterior fue Rey James (la versión de Wolverine de esta realidad en lugar del histórico Rey James) antes de que se descubriera que era Witchbreed y aparentemente lo mataran. Los lugares conocidos incluyen la Abadía de la Reina de Heven, Estado Bishop, Cumberland, el Bosque del Lejano Oeste, la Catedral del Dios Emperador Doom, Londres y York. |
| #10                                                       | Mundo Extraño                 | Bruja Reina le Fay                               | Weirdworld                                                      | Este dominio es una isla flotante que contiene hechicería y ciencia extraña y pervertida, ya que estaba compuesto por fragmentos de muchos reinos mágicos de realidad alternativa. Los lugares conocidos incluyen Apelantis, las Cuevas del Diablo Dino, la Cripta de los Gusanos Humanos, el Laberinto de Cristal, la Montaña Fang, el Bosque de los Man-Things, las Montañas Placa Madre, el Río Rosa de la Muerte y Polémaco (que está en el parte inferior de Weirdworld). Siguiendo la historia de "Secret Wars", Weirdworld se manifestó en la Tierra-616 en el Triángulo de las Bermudas. |
| #11                                                       | K'un-L'un                     | Emperador Shang-Chi                              | Master of Kung Fu                                               | Basado en la ciudad mística del mismo nombre de la Tierra-15513, es un dominio inspirado en los wuxia en el que sus habitantes son artistas marciales con habilidades y técnicas místicas. Cada trece años, el Emperador de K'un-L'un es elegido mediante un juicio por combate celebrado en las Trece Cámaras entre los maestros de sus respectivas escuelas. Zheng Zu fue el gobernante de K'un-L'un durante mucho tiempo hasta que fue usurpado por su hijo Shang-Chi. Los lugares conocidos incluyen la Cámara de los Diez Anillos, las Salas de la Mano Roja, el Templo de los Diez Anillos y las Trece Cámaras. |
| #12                                                       | Utopolis                      | Hyperion                                         | Escuadrón Siniestro                                             | Basado en los restos de Tierra-21195, este dominio ha estado anexando los dominios vecinos a su territorio y matando a sus campeones mientras dejaba a una persona viva para ser el gobernante títere de esa área . Los dominios anexados pueden conservar la autonomía siempre que paguen el 60% de su PIB y el 30% de su almacenamiento de alimentos cada mes. Cualquiera que muestre signos de debilidad acaba asesinado, ya que en Utopolis se considera un delito capital. Las ubicaciones conocidas incluyen el edificio Nighthawk y la ciudadela del escuadrón. Provincia Supremia (que anteriormente estaba gobernada por el Escuadrón Supremo que se basa en los restos de Tierra-17021), Provincia de las Sombras (que estaba bajo el gobierno de los Habitantes de las Sombras que se basa en los restos de Tierra-88194) y Europix (un dominio temático de la Segunda Guerra Mundial que se basa en los restos de la Tierra-59125) son dominios anexados de Utopolis. Lost Land (donde reside una variación de First Line que se basa en los restos de Tierra-12212), Nutopia (que se basa en los restos de Tierra-14227) y Wittland (de donde proviene una variación de los Frightful Four que es Basado en los restos de la Tierra-66232) también se muestran en la región de Utopolis. |
| #13                                                       | Nuevo Marte                   | N/A                                              | N/A                                                             | Casi nada se ha revelado sobre este dominio excepto que está basado en los restos de Tierra-691 y que "La Voz Unheard" (el principal grupo insurreccional en Battleworld) usó este dominio para obtener acceso desde el Reino de Manhattan a Warzone y entregar servicios médicos suministros al Azul. |
| #14                                                       | Doomgard                      | N/A                                              | Thors                                                           | Ésta es la sede del Thor Corps, donde sirven como fuerza policial de Battleworld. Es la abreviatura de "Doom's Asgard". Los pasillos de Doomgard es donde cualquiera de cualquiera de los dominios que pueda levantar un Mjolnir se convertirá en miembro del Thor Corps. |
| #15                                                       | Higher Avalon                 | Brian Braddock                                   | Secret Wars main series                                         | No se sabe mucho sobre Higher Avalon aparte del hecho de que se basa en los restos de la Tierra-81518. El anterior barón Jamie Braddock fue exiliado al Escudo, donde murió en Deadlands después de asumir la culpa de las acciones de Brian hacia el Dios Emperador Doom. |
| #16                                                       | Arachnia                      | Actualmente ingobernable                         | Spider-Verse                                                    | Basado en los restos de Tierra-22191, Arachnia es una variación de la ciudad de Nueva York donde Gwen Stacy fue asesinada, Spider-Man desapareció y Norman Osborn resurgió 10 años después como jefe de Ozcorp y finalmente se convirtió en alcalde de Arachnia. En Arachnia se recrearon numerosos héroes araña de otras dimensiones, que vivieron sus vidas como siempre habían existido allí con vagos recuerdos de sus vidas pasadas. El área de Manhattan tiene Chinatown, el Puente George Washington y la torre Ozcorp. El área de Brooklyn tiene el Astillero Naval de Brooklyn, Guitar Heaven y el cementerio Mount Olivet. Tiempos terribles atraviesan el dominio debido a la falta de autoridad desde que el alcalde Osborn como "barón" de Arachnia fue depuesto por los héroes araña. |
| #17                                                       | Marville                      | N/A                                              | Giant-Size Little Marvel: AvX                                   | Basado en los restos de Tierra-71912, esta área está habitada por versiones infantiles de los Vengadores y los X-Men. Las ubicaciones conocidas incluyen Asgard, Avengers St., the Avengers' Clubhouse, Downtown Marville, Ghost Rider's House, Marville Elementary, Marville Junk, Sanctum Sanctorum, Venom's House, X-Men Way, y X-Men's Clubhouse. |
| #18                                                       | Isla de Agamotto              | Ninguno                                          | Secret Wars main series                                         | En esta isla secreta es en donde mora el Sheriff Strange y le sirve como recuerdo de la Tierra-616. Actualmente, desde la muerte del Sheriff Strange a manos del Dios Emperador Doom, la isla se considera abandonada. |
| #19                                                       | Doomstadt                     | Dios Emperador Doom                              | Secret Wars main series; Runaways; Ghost Racers                 | Sirve como la capital de Battleworld donde operan el Dios Emperador Doom y Sheriff Strange. Doomstadt es el lugar donde el Sheriff Strange lleva a cabo los tribunales bajo la supervisión del Dios Emperador Doom y el Thor Corps. Las raíces de Yggdrasil emergen del Castle Doom que también está custodiado por una versión de Galactus. Doomstadt también cuenta con el Killiseum regentado por Arcade donde se celebran eventos de gladiadores de diferente índole. Otros lugares en Doomstadt son el Departamento de Ciencias de la Fundación, Hollowuud, el distrito comercial Romeo Drive, el Instituto Victor von Doom para Jóvenes Superdotados y la caverna Nornheim (que permite el paso a Norseheim). |
| #19A                                                      | Norseheim                     | Dios Emperador Doom                              | Future Imperfect                                                | Basado en los restos de los Diez Reinos de Asgard. Es un sistema de cavernas ubicadas debajo de Doomstadt. Norseheim es donde viven los Trolls de Roca y Ulik y la armadura encantada Destructor está oculta, custodiada por un anciano Rick Jones de Dystopia, que opera como el Antiguo. |
| #20                                                       | Reino de Manhattan            | -                                                | -                                                               | El punto de incursión de la destrucción de la Tierra-616 y la Tierra-1610 que fueron fusionadas por el Dios Emperador Doom. Debido a esto, el dominio se divide en dos Manhattan diferentes que coexisten uno al lado del otro y se divide en cuatro partes. Esta área se consideraba los restos de la Tierra-61610. |
| #20A                                                      | New Attilan                   | Blackagar Boltagon                               | Inhumans: Attilan Rising                                        | Basada en la ciudad inhumana del mismo nombre, New Attilan está sobre Manhattan Tierra-616 y Manhattan Tierra-1610. New Attilan es la capital del Reino de Manhattan. Aquí se encuentra la Fortaleza del Barón del dominio. Anteriormente, Medusa era la baronesa del dominio hasta que Blackagar Boltagon la mató accidentalmente después de pasar por el proceso de Terrigénesis para curar sus heridas y activar su gen inhumano. Un furioso Blackagar destruyó Nuevo Atilan y puso sus ojos en el Dios Emperador Doom en busca de venganza. Sin embargo, el Dios Emperador Doom estaba observando los eventos y usó sus poderes para recrear Nuevo Attilan, revivir a Medusa y cambiar su posición con Black Bolt, borrando todos los recuerdos en el proceso. |
| #20B                                                      | Tierra-616 Manhattan          | Blackagar Boltagon                               | Ultimate End                                                    | Esta versión de Manhattan se combinó con el Manhattan Tierra-1610, permitiéndoles coexistir juntos. Las ubicaciones conocidas incluyen Nelson & Murdock, Mansión de los Vengadores, el Edificio Baxter Tierra-616, Sanctum Sanctorum, la Torre Stark Tierra-616, y la Mansión X. |
| #20C                                                      | Tierra-1610 Manhattan         | Blackagar Boltagon                               | Ultimate End                                                    | Esta versión de Manhattan se combinó con el Manhattan Tierra-616, lo que les permitió coexistir juntos. Las ubicaciones conocidas incluyen New Ultimates Hideout, el Edificio Baxter Tierra-1610, la Torre Stark Tierra-1610, el Triskelion y el Ferry Triskelion. |
| #20D                                                      | Manhattan: Monster Metropolis | Actualmente ingobernable                         | Mrs. Deadpool and the Howling Commandos                         | Basado en el escenario del mismo nombre, Monster Metropolis es un lugar subterráneo debajo de los dos Manhattan donde habita una variedad de monstruos. Los lugares conocidos incluyen el Palacio de Drácula y el Camino al Infierno. Drácula era el gobernador de Monster Metropolis antes de que Shiklah lo matara. Debido a la disidencia con la que Drácula no logró lidiar, el Cuerpo Thor atacó este lugar y mató a la mayoría de sus habitantes. |
| #21                                                       | Ciudad                        | -                                                | -                                                               | La ciudad se compone de una variedad de subdominios. Los dos territorios principales son Holy Wood (una variación de Hollywood) y Forest Hills. Otra región de la ciudad estaba compuesta por la ciudad de Yinsen y la ciudad de Mondo. |
| #21A                                                      | Holy Wood                     | Destruido                                        | The Korvac Saga                                                 | Anteriormente gobernado por Barón Simon Williams y vigilado por Los Vengadores, este subdominio formado a partir de los restos de la Tierra-61119 se unió debido a intereses económicos y preocupaciones sobre la infracción de Forest Hills por parte del Enjambre de Ultrón. Sin embargo, el Barón Simon Williams tenía la ambición de usurpar la posición de Korvac y unir ambos territorios bajo su liderazgo. Holy Wood finalmente fue destruida junto con Forest Hills por el Thor Corps bajo las órdenes del Dios Emperador Doom, quien vio a Korvac como una amenaza para sí mismo después de que sus poderes se manifestaron. |
| #21B                                                      | Forest Hills                  | Destruido                                        | The Korvac Saga                                                 | Anteriormente gobernado por el Barón Michael Korvac y vigilado por los Guardianes, este subdominio formado a partir de los restos de la Tierra-691 se unió debido a intereses económicos y preocupaciones sobre la infracción de Holy Wood por parte del Enjambre de Ultrón. Sin embargo, el barón Simon Williams tenía la ambición de usurpar la posición de Korvac y unir ambos dominios bajo su liderazgo. En algún momento, Forest Hills comenzó a verse afectado por un brote de una enfermedad mental desconocida conocida como "La Locura". Los infectados comenzaron a recordar el mundo como era antes de Battleworld, y cuando el Dios Emperador Doom vio manifiesto el poder de Korvac, envió al Thor Corps para purgar la ciudad de Forest Hills y Holy Wood. Tanto los Guardianes como los Vengadores intentaron contraatacar, pero aparentemente todos fueron asesinados y los territorios destruidos. |
| #21C                                                      | Yinsen City                   | Big Boss Hill                                    | Captain Britain and the Mighty Defenders                        | Basada en los restos de la Tierra-25315, la ciudad de Yinsen es una ciudad utópica futurista, tranquila y pacífica. Esta ubicación está al norte de Warzone y es parte de la ciudad luego de la destrucción de los territorios principales. Su antiguo Barón fue Rescue. Actualmente, la ciudad de Yinsen se ha fusionado con la ciudad de Mondo cuando los dos subdominios resolvieron sus diferencias y unieron fuerzas. |
| #21D                                                      | Mondo City                    | Big Boss Hill                                    | Captain Britain and the Mighty Defenders                        | Basada en los restos de "Tierra-32134", Mondo City es una ciudad futurista y fascista. Esta ubicación está al lado de la ciudad de Yinsen y es parte de la ciudad luego de la destrucción de los territorios primarios. Su antiguo barón era Boss Cage. Actualmente, Mondo City se ha fusionado con Yinsen City después de que los dos subdominios resolvieran sus diferencias y unieran fuerzas. |
| #22                                                       | Warzone                       | -                                                | Civil War                                                       | Basado en los restos de la Tierra-32323, este dominio es donde el presidente Anthony Stark está en guerra con Steve Rogers (conocido en esta área como General América). El presidente Stark y el general América sacrificaron sus vidas para activar la bomba debilitadora para detener a los Skrulls, lo que provocó que Jennifer Walters y Peter Parker ocuparan su lugar dos meses después. El dominio es una variación de los Estados Unidos de América que se divide en tres zonas: |
| #22A                                                      | El Hierro                     | Jennifer Walters y Peter Parker                  | Civil War                                                       | Ubicado en el lado este de la División, el Hierro era el territorio del presidente Tony Stark con Resilient Alpha como su capital. Después de la muerte del presidente Stark, Jennifer Walters tomó su lugar como líder del Hierro. |
| #22B                                                      | La División                   | Jennifer Walters y Peter Parker                  | Civil War                                                       | La División es una comunidad en la frontera entre los territorios de Hierro y Azul, marcada por un abismo que dividió en dos el antiguo sitio de St. Louis, Missouri cuando detonó la Prisión 42. La División actuó como un territorio neutral entre el Hierro y el Azul y cuando los territorios antes mencionados finalmente lograron la paz, la División comenzó a arreglarse. |
| #22C                                                      | El Azul                       | Jennifer Walters y Peter Parker                  | Civil War                                                       | Situado al oeste de la División, el Azul era territorio del General América y tiene el doble de tamaño que el Hierro, aunque tiene la mitad de población. Los lugares conocidos incluyen su capital, Liberation, y Steeltown (que es una ciudad industrial ). Después de la muerte del General América, Peter Parker tomó su lugar como líder de los Azules. |
| #23                                                       | New Quack City                | TBA                                              | Howard el Humano                                                | Basado en los restos de la Tierra-82081, este dominio es una ciudad llena de animales antropomórficos. Howard lucha con las tareas diarias como el único ser humano. New Quack City contiene Duck District y Hen's Kitchen. |
| #24                                                       | Far East                      | N/A                                              | Where Monsters Dwell                                            | Basado en los restos de Tierra-200100, este dominio es una ubicación de temática asiática. Los lugares conocidos incluyen la isla de Dung, Malaya, Port Song y Shanghai. |
| #25                                                       | Valle de la LLama             | N/A                                              | Where Monsters Dwell                                            | Basado en los restos de Tierra-200111, este dominio es una ubicación selvática prehistórica que evoca los rasgos de la Tierra Salvaje. Los lugares conocidos incluyen Amazon Village y Pygmy Village. |
| #26                                                       | Imperio Hydra                 | Confederación Unida de Hydra                     | Hail Hydra                                                      | Basado en los restos de la Tierra-85826, este dominio es una variación de la ciudad de Nueva York gobernada por la Confederación Unida de Hydra defendida por su versión de los Vengadores. Los lugares conocidos incluyen el Templo de Hydra y Times Square. |
| #27                                                       | 2099                          | Miguel Stone                                     | Secret Wars 2099                                                | Un área futurista basada en los restos de Tierra-23291, que es una variación del universo Marvel 2099. Los Vengadores de 2099 protegen Nueva City y son supervisados por Miguel Stone. Los lugares conocidos incluyen la Torre Alchemax, la Cocina Latveriana, la Nueva Atlántida y el Sanctum Sanctorum. |
| #28                                                       | Hala Field                    | Jacqueline Cochran                               | Capitana Marvel y las Carol Corps.                              | Hala Field es la sede del Banshee Squadron, una fuerza aérea dedicada a proteger este territorio que tiene su base en los restos de la Tierra-31333. |
| #29                                                       | Monarchy of M                 | Rey Erik Magnus                                  | House of M                                                      | Un área que se basa en los restos del universo House of M. Es un área en la que los mutantes dominan a los humanos. Genosha es donde se encuentra el Castillo Magnus. Otros lugares conocidos incluyen Atlantis y Josie's Bar. Rey Erik Magnus era el barón del dominio antes de ser depuesto por su propio hijo Quicksilver y Namor. y Namor. Sin embargo, Magnus pudo recuperar su posición de manos de Namor matándolo y luego perdonando a Quicksilver. |
| #30                                                       | Territorios Centinela         | Presidente Robert Kelly                          | Years of Future Past                                            | Basado en los restos de la Tierra-25158, este dominio está infestado de Centinelas. Los Territorios Centinela consisten en una versión alternativa de los Estados Unidos de América llamada Estados Doomstates, donde el ascenso de Robert Kelly al poder como presidente y la aprobación de la Ley de Control de Mutantes llevaron a que mutantes y superhumanos fueran contenidos en campos donde fueron esterilizados y utilizado para experimentos. |
| #31                                                       | Wastelands                    | N/A                                              | Viejo Logan                                                     | Basado en los restos de la Tierra-807128, es un lugar desértico donde reside una versión anterior de Wolverine. Los lugares conocidos incluyen Amerika, Hammer Falls y New Vegas. |
| #32                                                       | Mutopia                       | N/A                                              | E is For Extinction                                             | En este dominio que se basa en los restos de la Tierra-55133, se logró el sueño de la coexistencia pacífica de mutantes y humanos, lo que le da la vuelta a la dinámica mutante. El Profesor X está muerto y Magneto dirige una escuela y creó su propia versión de X-Men. Los X-Men clásicos están en la mediana edad y aparentemente están perdiendo sus poderes. Las ubicaciones conocidas incluyen el Instituto Atom y el Distrito X. |
| #33                                                       | Westchester                   | Robert Kelly                                     | X-Men '92                                                       | Basado en los restos de Tierra-92131. Los lugares conocidos incluyen el Clear Mountain Institute, el New Salem Mall, la Mansión X y el Museo X. |
| #34                                                       | Killville                     | M.O.D.O.K.                                       | MODOK Assassin                                                  | Basado en los restos de Tierra-11131 en el que MODOK mató a todos los superhéroes y donde los ciudadanos comunes están constantemente expuestos al daño causado por los asesinos y villanos que libran la guerra entre ellos. Killville contiene el distrito de Mann. El ex barón de Killville era Karl Mordo hasta que fue asesinado por MODOK antes de que pudiera atacar al Thor Corps. |
| #35                                                       | Arcadia                       | Jennifer Walters                                 | A-Force                                                         | Basado en los restos de la Tierra-16191, Arcadia es una nación insular llena de superhéroes femeninas. Los lugares conocidos incluyen el Faro del Obispo, el Salón de Justicia, la Plaza de Arcadia y la Escuela Xavier para Jóvenes Superdotados. |
| #36                                                       | Bar Siniestro                 | Mr. Siniestro                                    | Secret Wars main series; Secret Wars Journal                    | Basado en los restos de la Tierra-21919, este dominio está dominado por un ejército de clones de Nathaniel Essex. Está basado en la ciudad de clones de Siniestro en Avengers vs. X-Men. Siguiendo la historia de Secret Wars. Bar Siniestro se manifestó en el Pacífico Sur como una isla secreta en la Tierra-616 que Mr. Siniestro usa como una de sus guaridas. |
| #37                                                       | Limbo                         | Madelyne Pryor                                   | Inferno                                                         | Basado en los restos de la Tierra-91240, este dominio es una variación de la ciudad de Nueva York, donde Manhattan se convirtió en un área parecida al Infierno infestada por demonios del Limbo y tuvo que ser separada por la fuerza del resto del dominio mediante un campo de fuerza. Otras áreas destacadas son Brooklyn, Coney Island, el East River y Queens. El dominio había estado bajo el gobierno de varios barones: el primero conocido fue la baronesa Madelyne Pryor hasta que fue derrocada por Darkchild y durante la corte del Padre Todo, Doom falló contra Madelyne a favor de su exmarido, Scott Summers, quitándola. como baronesa y elevando a Scott como el próximo barón. Sin embargo, Scott Summers finalmente fue depuesto cuando no pudo evitar la invasión de Darkchild y la infestación de demonios se extendió por todo el dominio. Luego, Darkchilde fue nombrada baronesa hasta que ella también fue derrotada y aparentemente asesinada por su hermano Colossus. Más tarde, Pryor absorbería el poder de Darkchild recuperando en el proceso su posición como baronesa. |
| #38                                                       | Deadlands                     | Fuera de la jurisdicción del Dios Emperador Doom | Marvel Zombies                                                  | Basado en los restos de Tierra-2149, es un área que está infestada de versiones zombies de personajes de Marvel y evoca los rasgos de un apocalipsis zombie. |
| #39                                                       | Perfection                    | Fuera de la jurisdicción del Dios Emperador Doom | Age of Ultron                                                   | Un área que está llena de Centinelas Ultron. Esto se basó en los restos de Tierra-21261, donde Ultrón-1 aniquiló a todos los superhéroes y conquistó la Tierra en una forma de robot apocalipsis. |
| #40                                                       | New Xandar                    | Fuera de la jurisdicción del Dios Emperador Doom | The Infinity Gauntlet                                           | Un área que está llena de criaturas parecidas a insectoides que forman la Ola de Aniquilación. Esto se basó en los restos de la Tierra-94241 en los que la Ola de Aniquilación había diezmado la Tierra después del fracaso del Nova Corps. |
| #41                                                       | Shield                        | Collapsed                                        | Siege                                                           | Originalmente llamado "Muro", el Escudo es una de las estructuras más importantes de Battleworld, tiene 250 pies de alto y 16,000 millas de ancho. Este gran muro defensivo es lo que separa The Deadlands, Perfection y New Xandar del resto de Battleworld. Cualquiera que transgreda las fronteras de los otros dominios de Battleworld o cometa cualquier otro tipo de delito es enviado aquí donde deberá trabajar para evitar que los peligros de las tres áreas crucen el Escudo como miembro de los Hel-Rangers. Una variación más grande de Thing había sido la forma de Shield tras convencer al Dios Emperador Doom. Shield estuvo anteriormente bajo la supervisión del comandante Nick Fury hasta que se presume que murió en batalla. La comandante Abigail Brand ocuparía su lugar como supervisora del Escudo hasta que ella y los miembros restantes de Endless Summers dieran sus vidas contra las fuerzas combinadas del sur. El Escudo mismo colapsaría después de que Thing decidiera abandonar la estructura para enfrentarse al Emperador Dios Doom tras la persuasión de Thanos. Así, su salida dejó una enorme extensión de Shield. |
| #41A                                                      | Subterránea                   | Hombre Topo                                      | Secret Wars Journal                                             | Un reino subterráneo construido por el Hombre Topo de Technopolis utilizando la tecnología que robó de su propio dominio y modificando los Ultron Sentinels desactivados de Perfection. Su ubicación está en algún lugar cerca del Escudo y debido a eso, al Hombre Topo se le permitió mantener este subdominio sin la necesidad de someterse al Dios Emperador Doom. |
| Otros dominios no identificados en el mapa de Battleworld |                               |                                                  |                                                                 | |
| #42                                                       | Breakland                     | Destruido                                        | Siege                                                           | Aunque la existencia real de Breakland es cuestionable, según la historia de Battleworld, hace treinta años se rompió el Escudo, lo que permitió que las fuerzas combinadas de Deadlands, Perfection y New Xandar se volvieran locas en Battleworld. Varias regiones fueron destruidas, entre ellas Breakland. |
| #43                                                       | X-Topia                       | Rachel Grey                                      | X-Tinction Agenda                                               | Basada en los restos de la Tierra-24201, la provincia X-Topia tiene la isla de Genosha como parte de su dominio, que ha sido puesta en cuarentena debido a una plaga. La capital de este dominio es X-City. Aparentemente, el dominio se mantiene oculto del resto de dominios solo porque tienen la tecnología necesaria para viajar en el tiempo entre el espacio y el tiempo. |
| #44                                                       | Old Town                      | N/A                                              | Secret Wars Journal                                             | Basado en los restos de Tierra-15203 que contenía una variación de Marvel Noir, Old Town es un dominio que evoca los rasgos de las décadas de 1920 y 1930. Está ubicado en algún lugar cercano o cercano al Dominio del Apocalipsis. |
| #45                                                       | Unidentified Domain #1        | N/A                                              | Spider-Island                                                   | Basado en los restos de Tierra-982. |
| #46                                                       | Walled City of New York       | N/A                                              | Hank Johnson, Agente de Hydra                                   | Uno de los pocos dominios desconocidos. Se basa en los restos de la Tierra-21722, donde la ciudad de Nueva York está rodeada por un muro defensivo. Una parte de la ciudad amurallada de Nueva York está bajo el control de Hydra mientras que la otra parte está bajo el control de S.H.I.E.L.D. Los lugares conocidos incluyen Brooklyn y Manhattan. |
| #47                                                       | Bug World                     | N/A                                              | Hank Johnson, Agente de Hydra                                   | Basado en los restos de la Tierra-22312, este dominio es una versión de la ciudad de Nueva York habitada por versiones insectos de héroes y villanos. |
| #48                                                       | Metropolitia                  | Hombre Gorila/Barón Helmut Zemo                  | Secret Wars: Agents of Atlas                                    | Una megaciudad en expansión cuya población es esclavizada para forjar las armas de Battleworld. La ciudad está vigilada por S.H.I.E.L.D. y anteriormente estaba gobernada por Heinrich Zemo (que se creía un dios y los ciudadanos sus juguetes). Su única oposición son los Agentes de Atlas, un grupo secreto y nunca visto que lucha por los ciudadanos oprimidos. Heinrich Zemo finalmente fue asesinado por los Agentes de Atlas. El hijo de Heinrich Zemo, Helmut Zemo, fue maldecido como efecto secundario de matar a Hombre Gorila y se convirtió en el nuevo Hombre Gorila. |
| #49                                                       | Unidentified Domain #2        | N/A                                              | Secret Wars Too                                                 | Un dominio compuesto por los últimos restos de Tierra-617 cuya realidad es casi la misma que la Tierra-616, pero sutilmente diferente en la forma en que Peter Parker (que recientemente había sido dotado con los poderes de Spider-Man) es visitado por los ángeles de su mejor naturaleza cada vez que ve que se comete un crimen y el Tío Ben es en realidad un criminal. |
| #50                                                       | Hell's Kitchen's Kitchen      | Actualmente ingobernable                         | Secret Wars Too                                                 | Un dominio donde Galactus finalmente ha conseguido que le quiten su hambre insaciable creando un blog gastronómico y donde un pequeño equipo de héroes (compuesto por Jessica Jones, Daredevil y Spider-Man) ha formado una alianza renuente con el devorador de mundos para salvar su mundo y actuar como Heraldos de Galactus. También es evidente que Galactus y sus heraldos pueden entregar comida a los diferentes dominios. El dominio fue gobernado anteriormente por Galactus después de que cometió el error de enviar a Spider-Man y Jessica Jones al Tío Ben-a-Verse, lo que provocó que un Spider-Man vengativo derrotara al devorador del mundo y lo hiciera abandonar Hell's Kitchen's Kitchen. |
| #51                                                       | Demolition House              | Barón Dunphy                                     | Secret Wars Too                                                 | No se sabe nada sobre este dominio excepto que su Barón es Dennis Dunphy. |
| #52                                                       | The Uncle Ben-a-verse         | Tío Ben                                          | Secret Wars Too                                                 | También conocido como Dominio #615, este es un dominio donde sus ciudadanos tienen la apariencia del Tío Ben. Según Peter Parker de Hell's Kitchen's Kitchen, todo el dominio es una advertencia de activación andante para Spider-Men. |
| #53                                                       | XXX                           | N/A                                              | Secret Wars Too                                                 | Un dominio donde al menos tres versiones alternativas de Cíclope intentan tener una cita con Jean Grey (quien está saliendo con Wolverine de ese dominio). Su ubicación parece estar cerca de Marvel All-Bear. |
| #54                                                       | Marvel All-Bear               | N/A                                              | Secret Wars Too                                                 | Un dominio cuestionable donde todos sus ciudadanos son verdaderos osos. Se sabe que Beardevil (la versión oso de Daredevil) y Foggy Bearson (la versión oso de Foggy Nelson) son perseguidos, por razones desconocidas, por el humano Foggy Nelson de XXX. |
| #55                                                       | Regla 63                      | N/A                                              | Secret Wars Too                                                 | Un dominio que establece que para cada personaje de ficción existe una contraparte del sexo opuesto. |
| Otros lugares ausentes del mapa de Battleworld            |                               |                                                  |                                                                 | |
| #56                                                       | Salvation                     | Ingobernable                                     | Age of Ultron vs. Marvel Zombies                                | Salvation es un refugio oculto que se encuentra en algún lugar entre las fronteras de Deadlands y Perfection y sirve a aquellos que buscan refugio de los Zombies y los Ultron Sentinels. Este santuario fue creado por tres de los antiguos peones de Lord Ultrón que escaparon de la Perfección: Antorcha Humana, Visión y Hombre Maravilla. Utilizando la experiencia de Wonder Man en ingeniería eléctrica, los conceptos científicos de construcción captaron durante su tiempo con Ultrón, así como su energía iónica como fuente, para crear un campo de fuerza para protegerlo de cualquier amenaza. |
| #57                                                       | Knowhere                      | Ingobernable                                     | Guardianes de Knowhere                                          | La cabeza Celestial cortada orbita Battleworld como una luna y contiene la ciudad de Knowhere. Los lugares conocidos incluyen Cebulski's Bar y Knowhere Marketplace. |
| #58                                                       | Mojo dot Mojo                 | Ingobernable                                     | Secret Wars: Battleworld                                        | Basado en Mojoverse, Mojo dot Mojo es un lugar clandestino ubicado en algún lugar debajo de Battleworld. Es donde Mojo recopila y produce programas de televisión de cada parte de Battleworld. |
| #59                                                       | Zona negativa                 | Ingobernable                                     | Civil War                                                       | La Zona Negativa está ubicada dentro del propio Battleworld y parece actuar como el núcleo del planeta. La Zona Negativa es también donde el presidente Tony Stark de Warzone mantiene la Prisión 42. Asimismo, los miembros de la Future Foundation también visitan con frecuencia el lugar y pasan bastante tiempo estudiándolo. |

## En otros medios

### Televisión
- Battleworld aparece en el episodio de tres partes de Spider-Man: The Animated Series, "Secret Wars". Esta versión es un planeta alienígena poblado de habitantes pacíficos que no conocían la guerra ni la villanía hasta que Beyonder, como parte de una prueba para ver si Spider-Man era lo suficientemente digno para enfrentarse a Spider-Carnage por el destino del multiverso, tomó varios de supervillanos de la Tierra y los presentó al planeta. Con el tiempo, lo dividieron en varios territorios, siendo una ubicación conocida "Octavia", que fue gobernada por el Doctor Octopus hasta que el Doctor Doom lo derrocó y renombró el territorio como "Nueva Latveria".
- Battleworld aparece en la serie animada Avengers: Secret Wars. Introducida en el episodio "Más Allá", esta versión es creada por Beyonder usando partes de la Tierra, Asgard y otras realidades como parte de un "experimento".[19] Los dominios conocidos de Battleworld son Egyptia (donde se encuentra la Torre de los Vengadores y una pirámide que el Caballero Luna está protegiendo), NYC Underworld (Nueva York en una ubicación subterránea), No-Tech Land (basada en la dimensión a la que Iron Man fue enviado), la Federación de Vampiros, K'un-Lun, la Costa Vibranium, el Mar Red Skull gobernado por piratas, el Weirdworld gobernado por la magia de Morgan le Fey, la Bahía de Attuma,  el Westland poblado por dinosaurios con temática del Viejo Oeste, Lost to the Symbiotes, y los Estados Unidos de Crimen.

### Videojuegos
Battleworld aparece en Marvel: Contest of Champions y su secuela Marvel Realm of Champions. Cada uno de los dominios de Battleworld conocidos están dirigidos por diferentes casas e incluyen la Tierra de los Libres, los Nueve Reinos, Manhattan, Wakanda, la Nación del Hierro, las Islas de Agamotto, Egyptia y el Desierto Verde.